# Frédéric Auguste d'Erbach-Fürstenau
Frédéric-Auguste comte d'Erbach-Fürstenau (né le 5 mai 1754 à Fürstenau (de) et mort le 12 mars 1784 das la même ville) est le comte régnant d'Erbach-Fürstenau (de).

## Biographie
Frédéric-Auguste est le fils du comte Georges-Albert III d'Erbach-Fürstenau (né le 14 juin 1731 et mort le 2 mai 1778 à Fürstenau) et son épouse Josepha Eberhardine Adolfe Wilhelmine, née princesse de Schwarzbourg-Sondershausen (née le 2 février 1737 et morte le 27 juillet 1788), fille de Christian de Schwarzbourg-Sondershausen.
Il commence sa carrière militaire au service des Pays-Bas unis, où il atteint le grade de colonel dans la cavalerie.

### Famille
Le 6 août 1782, Frédéric-Auguste se marie à Dürkheim avec la comtesse Charlotte Luise Polyxene Kolb von Wartenberg (de) (née le 27 novembre 1755 et morte le 20 mai 1844), fille du comte Friedrich Karl von Wartenberg (1725–1784) et sœur du comte Ludwig zu Wartenberg-Roth (de), qui, en tant que veuve, épouse en 1785 le comte veuf François Ier d'Erbach-Erbach